# 格紋石鮰
格紋石鮰為輻鰭魚綱鯰形目北美鯰科的其中一種，分布於美國密蘇里州及阿肯色州的白河上游流域，體長可達18公分，棲息在水質清澈的水池和溪流。

## 擴展閱讀
維基物種上的相關：格紋石鮰